# The Wheel of Life (film 1929)
The Wheel of Life è un film muto del 1929 diretto da Victor Schertzinger che la Paramount fece sonorizzare e uscire in ambedue le versioni.
Il soggetto è basato sul lavoro teatrale The Wheel di James Bernard Fagan andato in scena in prima a Londra il 6 febbraio 1922. Nel 1923, la commedia fu rappresentata in diversi stati degli USA con il titolo The Wheel of Life ma non risulta essere mai stata messa in scena a Broadway.

## Trama
In licenza a Londra, il capitano Yeullat, un giovane militare britannico di stanza in India, salva una suicida che cerca di annegarsi nel Tamigi. Dopo il salvataggio, la donna scompare nel nulla. Yeullat la ritrova quando ritorna in India: è Ruth, la moglie del suo comandante, il colonnello Dangan. I due si rendono conto di essersi innamorati uno dell'altra e, trovando insostenibile la situazione, Yeullat si fa trasferire in un altro reggimento.
Qualche tempo dopo, al capitano giunge voce che alcuni viaggiatori britannici sono sotto assedio in un monastero. Yeullat, insieme ai suoi uomini, corre in aiuto dei connazionali e vi trova Ruth. Il gruppo sta per essere sopraffatto e i due innamorati sono convinti di stare per morire insieme. Ma saranno salvati dall'arrivo di Dangan con le sue truppe. Una pallottola colpisce il colonnello, lasciando libera Ruth di sposare l'uomo che ama.

## Produzione
Il film fu prodotto dalla Paramount Pictures
Venne girato nei Paramount Studios, al 5555 di Melrose Avenue, a Hollywood.

## Distribuzione
Distribuito dalla Paramount Pictures, il film uscì nelle sale cinematografiche USA il 15 giugno 1929.
Fa parte del catalogo di oltre 700 film della Paramount di cui vennero venduti nel 1958 i diritti televisivi alla MCA/Universal Pictures e.